# Парфеній І Єрусалимський
Парфеній (у миру Панайотіс Гереніс) — патріарх Єрусалима (1737/9-1766 рр.) і візантійський бібліограф XVIII століття.

## Біографічні дані
Він народився наприкінці 1680-х років в Афінах. Він був сином пана Спиридона Герені і належав до одного з найстаріших і найважливіших родів Афін. Він отримав добру освіту, про що свідчить той факт, що у своїх працях він легко звертається до форм давньогрецької історії, а також те, що як патріарх він активно захищав богословську школу, яка нещодавно відкрилася в Єрусалимі.
На початку 1730-х був обраний митрополитом Кесарії в Палестині. Ця посада традиційно вважалася останньою сходинкою перед Патріаршим Престолом. Як один із видатних ієрархів Братства Гробу Господнього і патріарший комісар Палестини, митрополит Парфеній у 1730-1735 рр. брав активну участь у протистоянні з вірменами за контроль Святої землі Палестини.
У 1737 р.  (за іншими в 1739 р.) літній патріарх Мелетій відмовився від престолу, висунувши своїм наступником Парфенія. Становище Єрусалимської церкви того часу було дуже важким. Головними проблемами були борги Братства та прозелітизм католиків. Патріарх Парфеній організував Єрусалимську школу, до якої запросив Якова Патмія як учителя. Він дав великий поштовх до відродження освіти.
Коли Парфеній зійшов на єрусалимський престол, паломницький стан схилявся на користь латинян. Договір 1740 р. між Францією та Туреччиною ще більше зміцнив їхні позиції, зробивши їх базою французького протекторату на Сході. Під заступництвом французів латиняни не дозволили патріарху Парфенію ввійти до Вифлеємського храму та відремонтувати церкву Воскресіння Христового (1742). Проте через конфлікт між латинянами та православними через Воскресенську церкву стало можливим переглянути все питання паломництва. Парфеній, фінансуючи османських чиновників, зумів видати указ султана Османа III у 1757 році, яким передав православним храми Віфлеєму та Гефсиманії та інші місця, відкривши новий період в історії Церкви. Після цього було споруджено навіс гробниці Діви Марії, іконостас Віфлеємського храму та перебудовано храм Назарету. За його часів внутрішній розпорядок Братства також складався на основі попередніх положень.
Щоб протистояти римо-католицькому прозелітизму, Парфеній намагався покластися на Російську імперію. Восени 1739 року, після закінчення російсько-турецької війни, російська дипломатична місія відновила свою роботу в Константинополі під керівництвом Олексія Вешнякова. Очевидно, Патріарх Парфеній дуже швидко зв'язався з ним і через нього передав інформацію, корисну для російських інтересів, оскільки він знав інтриги та чутки, що циркулювали в османських політичних колах, зовнішню політику Блискучої Порти, зусилля османської дипломатії, вирішення суперечок між європейськими державами чи османськими побоюваннями щодо нібито концентрації російських військ поблизу молдавського кордону.
В останні роки свого Патріархату він був паралізований інсультом і 17 жовтня 1766 року подав у відставку. Помер у 1770 році.

## Його роботи
Він написав свою «Історію відмінності між римлянами та вірменами» . Частина його зберігається в Галліполіській бібліотеці Фракії під порядковим номером 30. Складається з 55 аркушів і містить лише першу частину. У ньому згадуються події, які відбулися в Гробі Господньому за часів єрусалимських патріархів Хрисанфа і Мелетія. З примітки в кінці рукопису видно, що робота залишилася незавершеною. Ще одна копія цього твору була зроблена в середині XVIII століття і зберігається у великій залі Єрусалимського патріархату під порядковим номером 2.